# Fuinha-do-deserto
Fuinha-do-deserto ou fuinha-do-deserto (Cisticola aridulus) é uma espécie de ave da família Cisticolidae.
Pode ser encontrada nos seguintes países: Angola, Botswana, Burkina Faso, Chade, Eritrea, Etiópia, Quénia, Lesoto, Mali, Mauritânia, Moçambique, Namíbia, Níger, Nigéria, Senegal, Somália, África do Sul, Sudão, Essuatíni, Tanzânia, Zâmbia e Zimbabwe.
Os seus habitats naturais são: savanas áridas e campos de gramíneas subtropicais ou tropicais secos de baixa altitude.